# Ľutina
Ľutina este o comună slovacă, aflată în districtul Sabinov din regiunea Prešov. Localitatea se află la altitudinea de 429 m deasupra n.m., se întinde pe o suprafață de 6,91 km2 și în 2017 număra 501 locuitori.

## Istoric
Localitatea Ľutina este atestată documentar din 1330.

## Demografie
| An:                | 1994 | 2004   | 2014    | 2024   |
| ------------------ | ---- | ------ | ------- | ------ |
| Număr de persoane: | 434  | 428    | 472     | 483    |
| Diferență:         |      | −1,38% | +10,28% | +2,33% |

| An:                | 2023 | 2024   |
| ------------------ | ---- | ------ |
| Număr de persoane: | 484  | 483    |
| Diferență:         |      | −0,20% |